# K-206 Murmansk
Murmansk (rusko Мурманск) je bila jedrska podmornica z manevrirnimi raketami razreda Granit Ruske vojne mornarice. Poimenovana je bila po Murmansku. Njen gredelj je bil položen 22. aprila 1979, splavljena je bila 10. decembra 1982, v uporabo pa je bila predana 30. novembra 1983. Projekt je razvil konstruktorski biro Rubin, glavni konstruktor pa je bil Pavel Petrovič Pustincev, po njegovi smrti leta 1977 pa Igor Leonidovič Baranov. Pri razvoju projekta 949 Granit je sodelovalo 129 podjetij in 16 ministrstev. Razvoj se je začel leta 1969, na njegovi osnovi pa je bil pozneje razvit izboljšan razred Antej. Tlačni trup je bil razdeljen na devet odsekov in je bil izdelan iz jekla AK-33 debeline 45–68 mm, ki ga je razvil leningrajski Centralni znanstvenoraziskovalni inštitut »Prometej«. Bila je del 11. divizije podmornic Severne flote v Zaozjorsku.
Opravila je tri bojne patrulje. Od leta 1994 je bila v rezervi, leta 1996 je bila upokojena, januarja 2004 pa se je začel razrez v Sevmašu, ki je trajal do januarja 2005. Strošek je znašal 5,2 mio. GBP.